# Josiah Edward Spurr
Josiah Edward Spurr (* 1. Oktober 1870 in Gloucester (Massachusetts); † 12. Januar 1950 in Orlando (Florida)) war ein US-amerikanischer Geologe. 

## Leben
Ab 1896 kartierte er im Auftrag der United States Geological Survey Teile Alaskas und untersuchte die dortigen Mineralien.
Der Vulkan Mount Spurr, der Mondkrater Spurr und das Mineral Spurrit sind nach ihm benannt.

## Publikationen (Auswahl)
Von Spurr gibt es mehr als 100 Publikationen in mehreren Sprachen.
- Geology applied to selenology. 1945.
- The marketing of metals and minerals. 1925.
- The ore magmas. 1923.
- Political and commercial geology and the world's mineral resources. 1920.
- Economic geology of the Georgetown quadrangle. 1908.
- Geology of the Tonopah mining district, Nevada. 1905.
- Through the Yukon Gold Diggings. 1900.
- Geology of the Aspen mining district, Colorado. 1898.